# Socialistische Uitgeverij Amsterdam
De Socialistische Uitgeverij Amsterdam (SUA) was een uitgeverij die in 1970 werd opgericht door de Algemene Studenten Vereniging Amsterdam (ASVA). De uitgaven waren op het gebied van kunst, cultuur en literatuur, homostudies en seksualiteit, feminisme en emancipatie; psychologie, psycho-analyse en psychiatrie, racisme en hedendaags fascisme, politicologie en politieke vraagstukken, geschiedenis en sociologie.
Het doel van de SUA was aanvankelijk om op een professionele wijze brochures en pamfletten te produceren. Al snel werden ook teksten gepubliceerd die niet direct met de ASVA te maken haddenl. De SUA groeide uit tot een zelfstandige linkse uitgeverij. In 1982 werd de SUA ook formeel onafhankelijk van de ASVA. 
In 1994 werd de SUA overgenomen door uitgeverij Babylon-De Geus. In 1997 kwam een einde aan de activiteiten.

## Titels
Tot de door de SUA uitgegeven werken behoren o.a.:
- Paërl, Hetty (1975). De geschiedenis van Suriname, verteld en getekend door Hetty Paërl. ISBN 90 6222 015 0. (illustraties van de auteur)
- Reijnders, Lucas (1976). De farmaceutische industrie in Nederland. ISBN 9789062220182.
- Struik, Dirk Jan (1977). Geschiedenis van de wiskunde. ISBN 9789062220298. (heruitgegeven in 1988 bij Uitgeverij Het Spectrum)
- Kijne, Hugo (1978). Geschiedenis van de Nederlandse studentenbeweging 1963-1973. ISBN 90 6222 034 7.
- Stuurman, Siep (1978). Kapitalisme en burgerlijke staat: een inleiding in de marxistische politieke theorie. ISBN 9789062220397. (vierde druk: 1984)
- van Ewijk, Casper, de Klerk, Rob, Reuten, Geert, Thio, Boe (red.) (1980). Economisch Beleid uit de Klem. ISBN 90 6222 068 1. (gezamenlijke uitgave van SUA en Tijdschrift voor Politieke Ekonomie)
- Paërl, Hetty (1980). De geschiedenis van de 'Nederlandse' Antillen. Historia di Antia. ISBN 90 6222 060 6. (met tekst in het Nederlands en in het Papiaments; vertaling in Papiaments: Kontakto Antiano; illustraties van de auteur)
- van den Dool, Peter C., Verbij, Antoine (1981). 'Van nature maatschappelijk: overzicht van de kritische psychologie. ISBN 9789062220748.
- Bullinga, Marcel (1984). Het leger maakt een man van je : homoseksualiteit, disciplinering en seksueel geweld. ISBN 90-6222-118-1.
- Stuurman, Siep (1985). De labyrintische staat. Over politiek, ideologie en moderniteit. ISBN 9789062221257.
- 't Hart, Joke, Hijman, Maria en Erna Kas (red.) (1986). Een barst in het bolwerk: vrouwen, natuurwetenschappen en techniek. ISBN 9789062221400.
- Borgesius, Els, Schrevel, Margreet, Vlug, Hetty en Verbij, Antoine (1986). De draad kwijt : familie en vrienden over hun leven met psychiatrische patiënten. ISBN 9789062221455. (2e, herz. dr. 1988)
- Bullinga, Marcel (1986). Jongensboek : roman. ISBN 90-6222-132-7.
- van de Berg, Ton, Blom, Maria Blom & Verbij, Antoine (1987). Tippelen voor dope: levensverhalen van vrouwen in de heroïneprostitutie. ISBN 9789062221578.
- Hekma, Gert (1987). Homoseksualiteit, een medische reputatie: de uitdoktering van de homoseksueel in negentiende-eeuws Nederland. ISBN 9789062221516.
- Krall, Hanna (1987). De onderhuurster. OCLC 1390793003
- Hafkamp, Hans, van Lieshout, Maurice (1988). Pijlen van naamloze liefde : pioniers van de homo-emancipatie. ISBN 9789062221738.
- Duyvendak, J.W., van der Heijden, H.A.B., Koopmans, R. en Wijmans, L. (1992). Tussen verbeelding en macht. 25 jaar sociale bewegingen in Nederland. ISBN 9789062222186.